# La Petite-Verrière
La Petite-Verrière – miejscowość i gmina we Francji, w regionie Burgundia-Franche-Comté, w departamencie Saona i Loara.
Według danych na rok 1990 gminę zamieszkiwały 64 osoby, a gęstość zaludnienia wynosiła 6 osób/km² (wśród 2044 gmin Burgundii La Petite-Verrière plasuje się na 846. miejscu pod względem liczby ludności, natomiast pod względem powierzchni na miejscu 884.).